# Zarząd Transportu Miejskiego w Warszawie

Logo Warszawskiego Transportu Publicznego, którego organizatorem jest Zarząd Transportu Miejskiego

Zarząd Transportu Miejskiego w Warszawie (ZTM) – jednostka organizacyjna samorządu Warszawy, powołana w celu organizowania, zarządzania i nadzorowania lokalnego transportu zbiorowego na terenie aglomeracji warszawskiej.
Zarząd Transportu Miejskiego decyduje o przebiegu tras autobusów, tramwajów, metra czy lokalizacji przystanków. Do jego zadań należą m.in. planowanie, organizacja i koordynacja układu komunikacyjnego oraz rozkładów jazdy linii w Warszawie, a także w innych gminach aglomeracji, jeśli przewidują to porozumienia lub członkostwo w związku międzygminnym.
ZTM jest operatorem marki Warszawski Transport Publiczny.

## Operatorzy
Obsługę linii komunikacyjnych ZTM zapewniają spółki:
- samorządowe:
  - Miejskie Zakłady Autobusowe w Warszawie – jeden z kilku operatorów linii autobusowych
  - Metro Warszawskie – spółka obsługująca system kolei podziemnej
  - Szybka Kolej Miejska – spółka obsługująca system kolei naziemnej zintegrowanej z metrem, łączącej śródmieście z obrzeżami i przedmieściami
  - Tramwaje Warszawskie – spółka eksploatująca wszystkie linie tramwajowe
  - KM Łomianki – spółka miejska miasta Łomianki, obsługuje jedynie linie kursujące częściowo po terenie miasta Łomianki (pojazdy noszą numery taborowe 701, 721-782)
- prywatne:
  - Mobilis (pojazdy noszą numery taborowe 9501-9561, 9801-9854)
  - PKS Grodzisk Mazowiecki (pojazdy noszą numery taborowe 9301-9359, 20172, 20174, 20175, 25181-25189, 35151-35153, 35156-35162, 70018-70040)
  - ReloBus Transport Polska (pojazdy noszą numery taborowe 9061-9094, 9901-9955)
  - operatorzy linii lokalnych

Wykaz ajentów na 01.05.2025r.
Dzięki integracji ZTM z przewoźnikami kolejowymi pasażerowie korzystają również z:
- Kolei Mazowieckich (od 1 stycznia 2007 wyłącznie na terenie Warszawy)
- Warszawskiej Kolei Dojazdowej (od 15 stycznia 2007 wyłącznie na terenie Warszawy)

ZTM ma prawo do karnego zmniejszania kwoty, którą płaci przewoźnikom za każdy przejechany kilometr, do nałożenia kar za niewykonane kursy, renegocjacji oraz zerwania umowy z ajentami w przypadku naruszania prawa lub umowy. Przejazd odbywa się na podstawie biletów okresowych ZTM (oferta nie dotyczy biletów czasowych [20-minutowych]). Obowiązują uprawnienia do bezpłatnych przejazdów, zgodnie z taryfą.
ZTM oferuje pasażerom szeroki zakres biletów, od zwykłych biletów jednorazowych, czasowych krótkoterminowych, dobowych, po bilety 30-dniowe i 90-dniowe zakodowane na Warszawskiej Karcie Miejskiej. Od 1 stycznia 2014 bilety jednorazowe zyskały nową funkcjonalność. Działają jako bilety jednorazowe przesiadkowe. Oznacza to, że można nimi podróżować całą trasę jednym środkiem transportu lub korzystać z przesiadek. Wtedy bilet ważny jest przez 75 (I strefa) lub 90 minut (II strefa).

## Linie lokalne na zlecenie ZTM
Od 1 kwietnia 2009 roku, ZTM w porozumieniu z wybranymi gminami ościennymi, zaczął uruchamiać linie lokalne (zwane również uzupełniającymi lub podmiejskimi), które są częściowo finansowane przez gminy, po terenie której kursują. Linie obsługują firmy, które zostają wyłonione w drodze przetargu. W lipcu 2019 roku były to: Stalko, PKS „Polonus” w Warszawie, PKS Grodzisk Mazowiecki oraz Transport and Infrastructure Management. Aktualnie kursuje 48 linii lokalnych.

## Dyrektorzy

Logo ZTM (2011−2018)

| Od                   | Do                   | Osoba                  |             |
| -------------------- | -------------------- | ---------------------- | ----------- |
| 1 listopada 1992     | grudzień 1999        | Kazimierz Kulig        | [ 4 ]       |
| 13 grudnia 1999      | 12 czerwca 2000      | Bogdan Bator (p.o.)    | [ 4 ]       |
| 13 czerwca 2000      | 31 marca 2003        | Przemysław Prądzyński  | [ 4 ]       |
| 9 kwietnia 2003      | grudzień 2006        | Robert Czapla          | [ 4 ]       |
| grudzień 2006        | lipiec 2013          | Leszek Ruta            | [ 5 ]       |
| lipiec 2013          | grudzień 2013        | Andrzej Franków (p.o.) | [ 5 ]       |
| grudzień 2013        | 22 października 2020 | Wiesław Witek          | [ 6 ] [ 7 ] |
| 22 października 2020 | nadal                | Katarzyna Strzegowska  | [ 7 ] [ 8 ] |

## Galeria

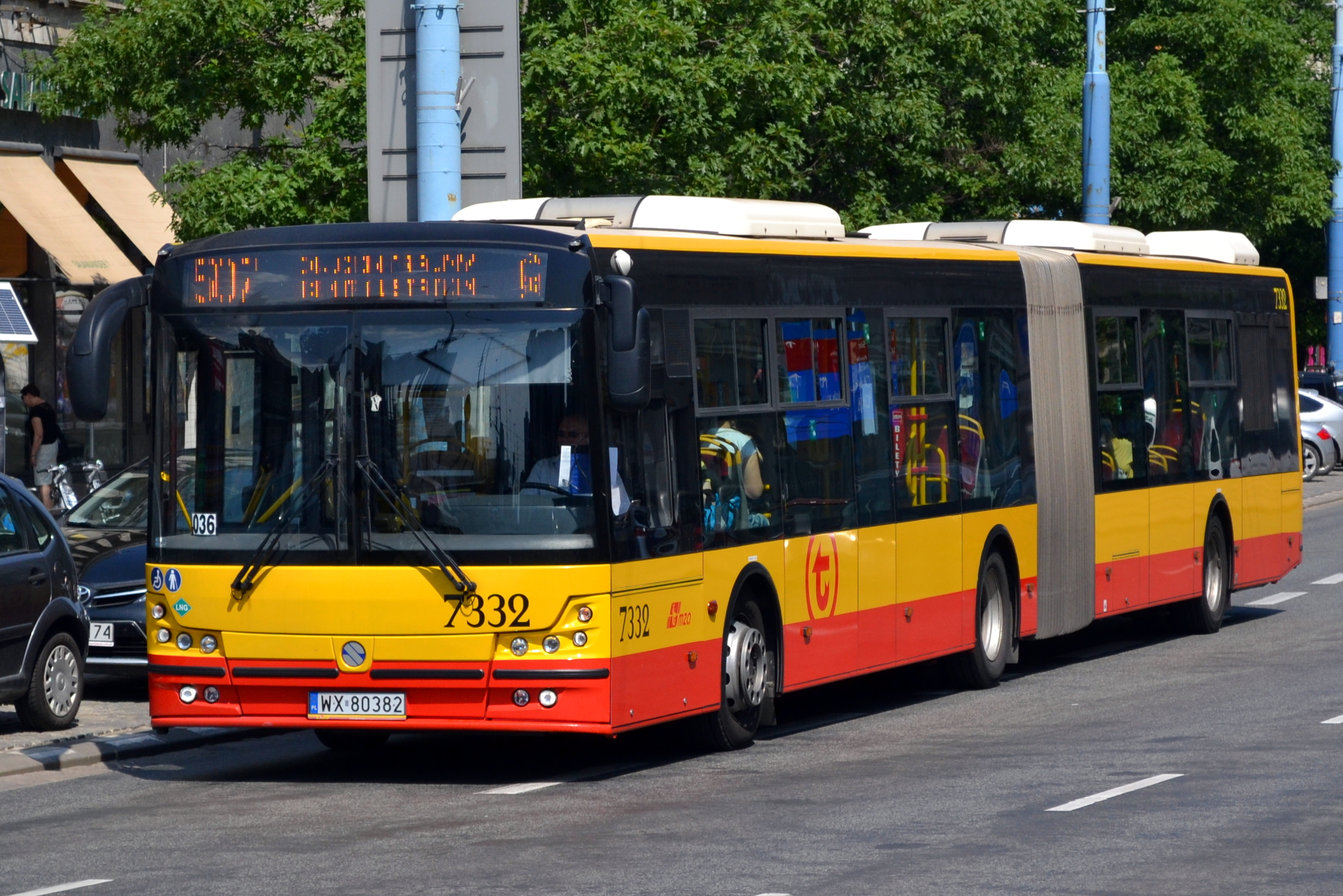
Autobus Solbus Solcity 18 LNG (MZA)
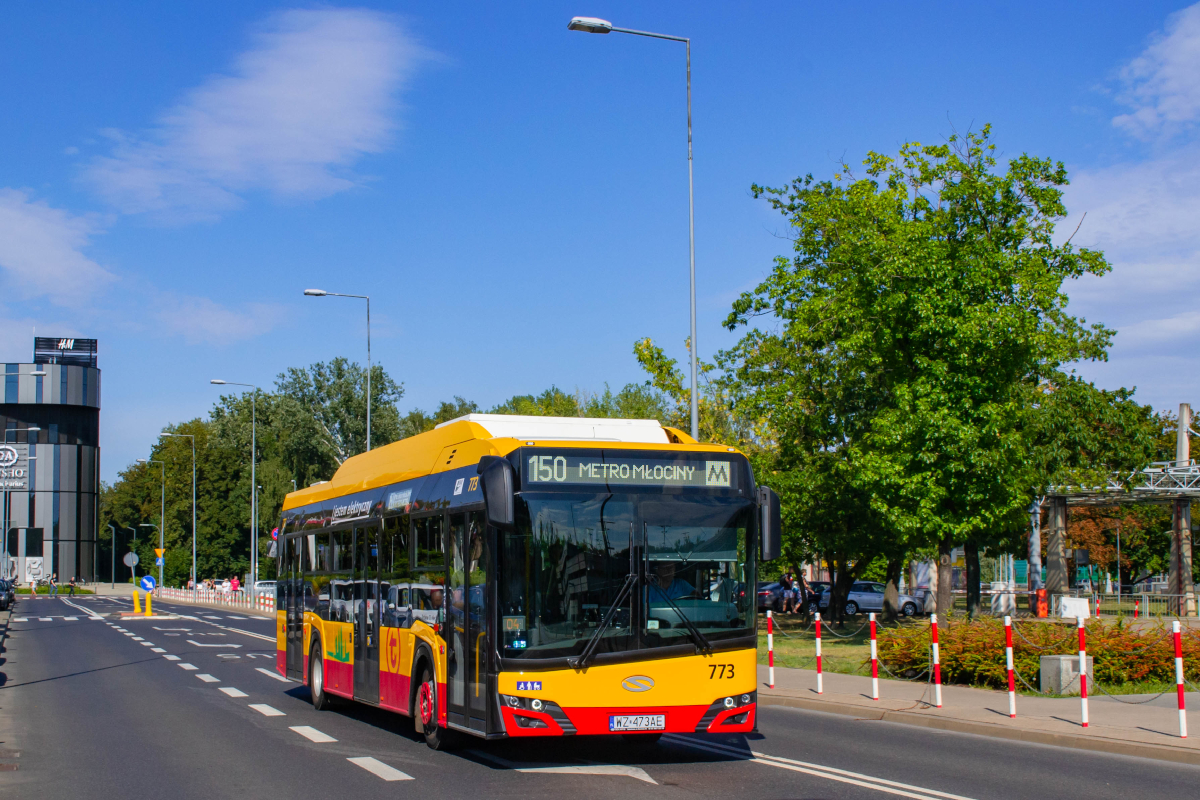
Autobus Solaris Urbino 12 Electric (KM Łomianki)
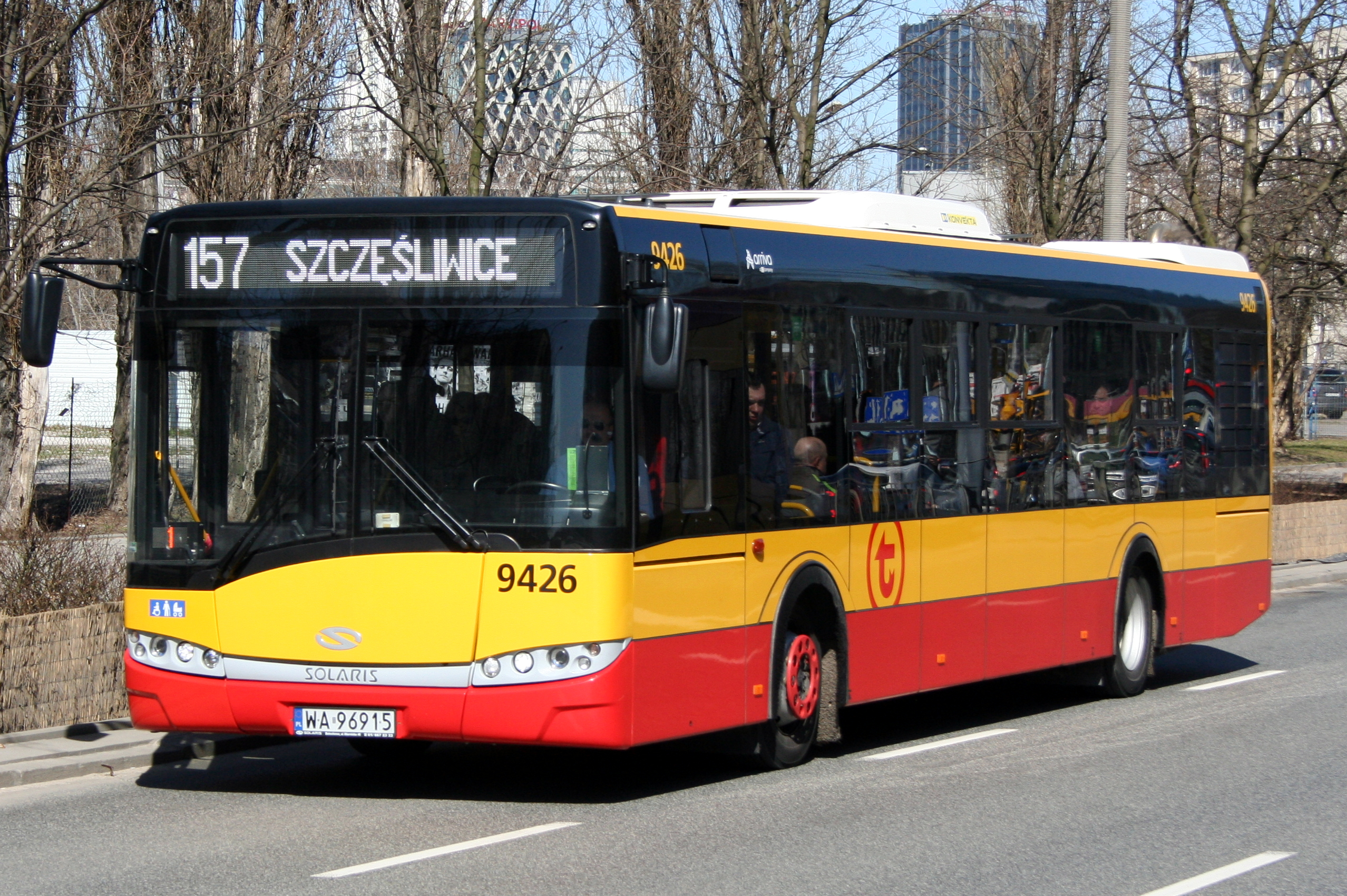
Autobus Solaris Urbino 12 (Arriva)
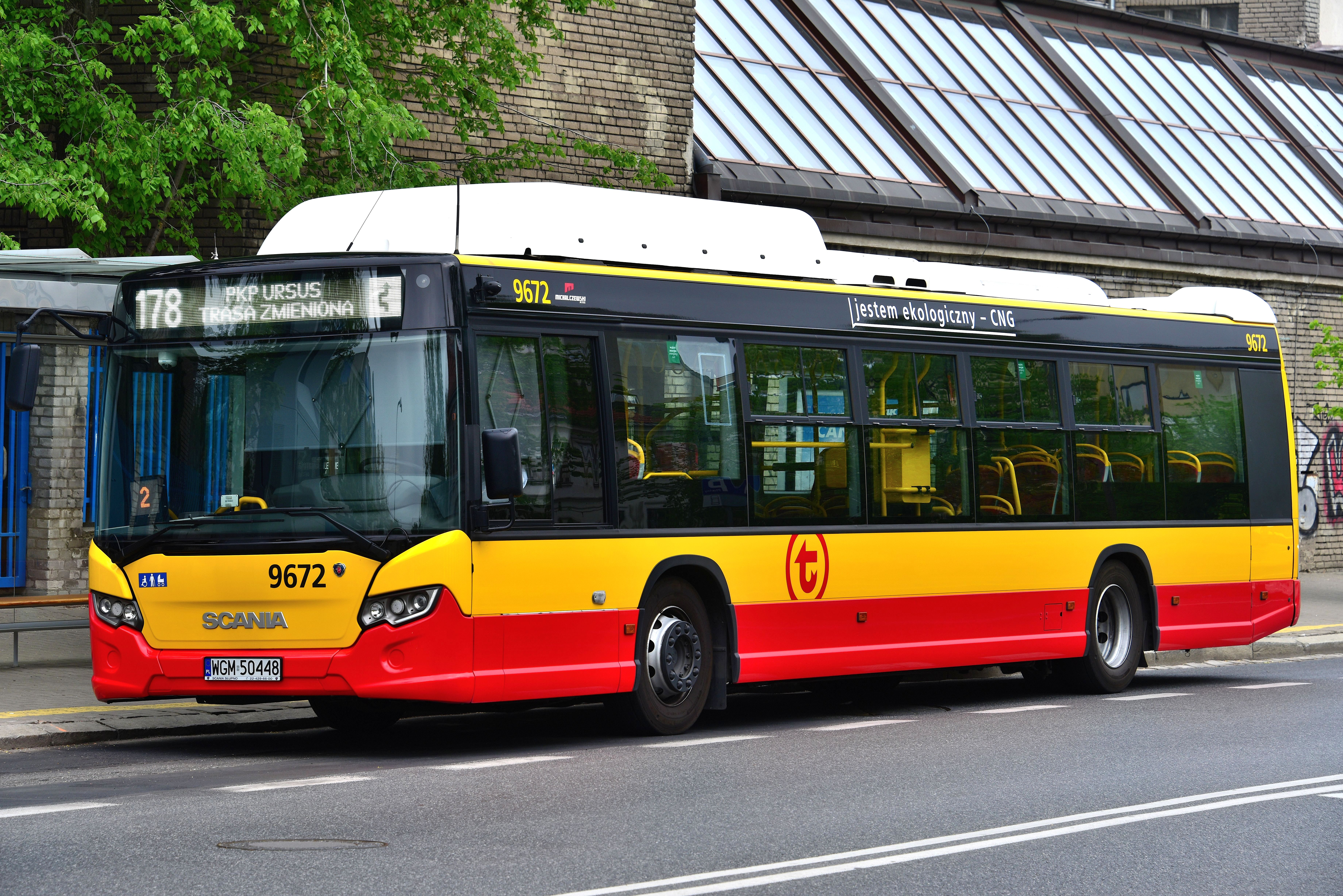
Autobus Scania CN280UB CNG (Michalczewski)
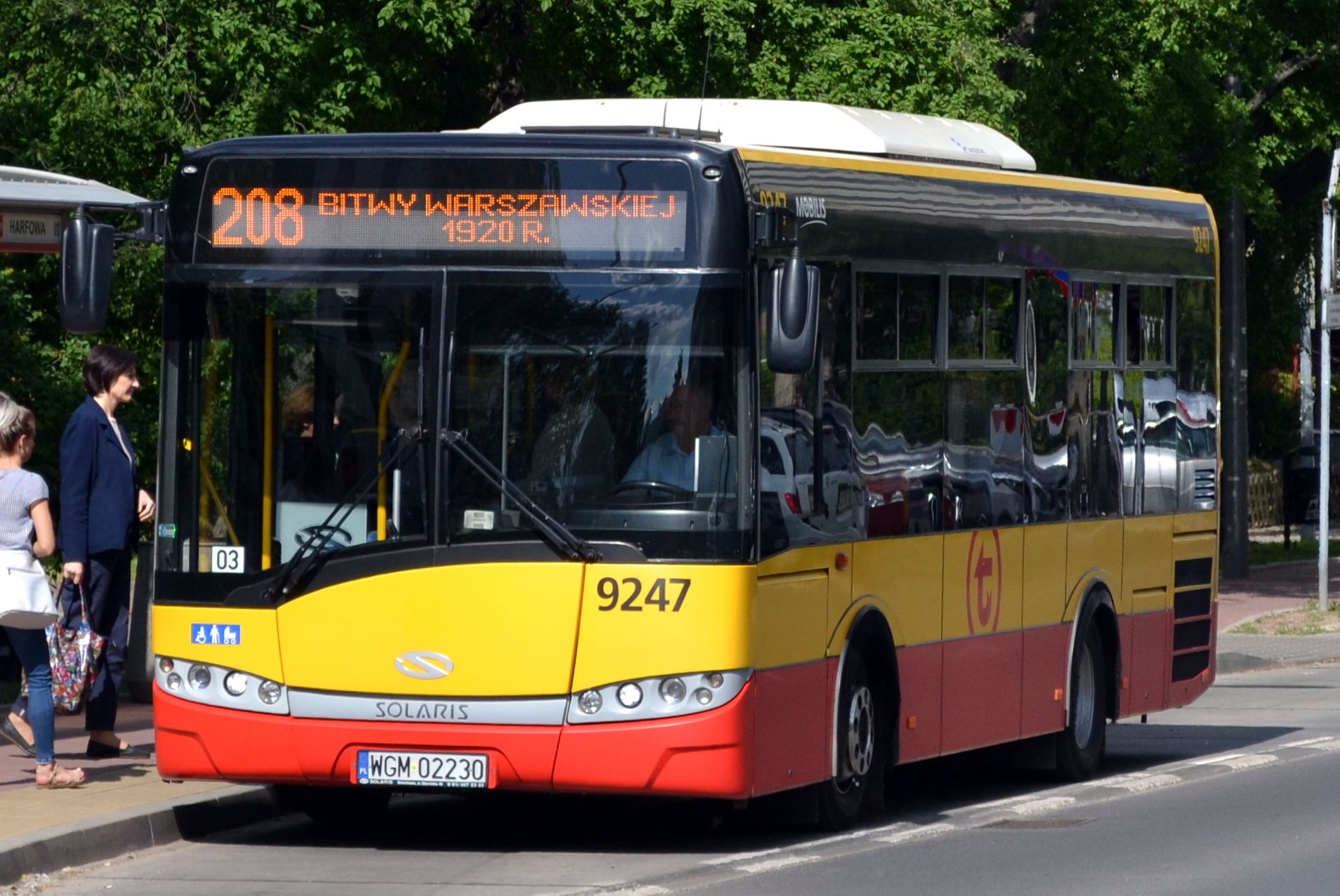
Autobus Solaris Urbino 8,9 LE (Mobilis)
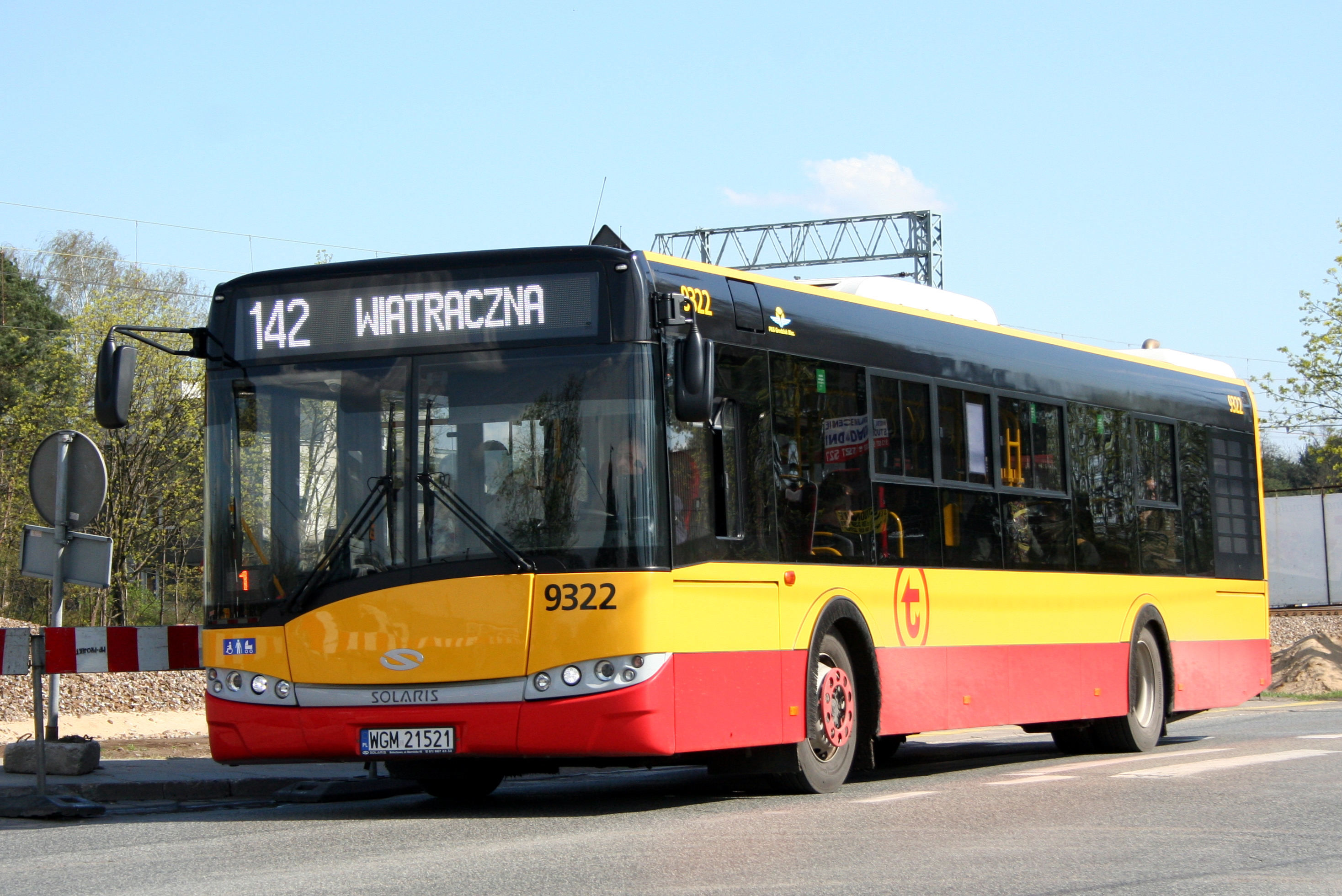
Autobus Solaris Urbino 12 (PKS Grodzisk Mazowiecki)
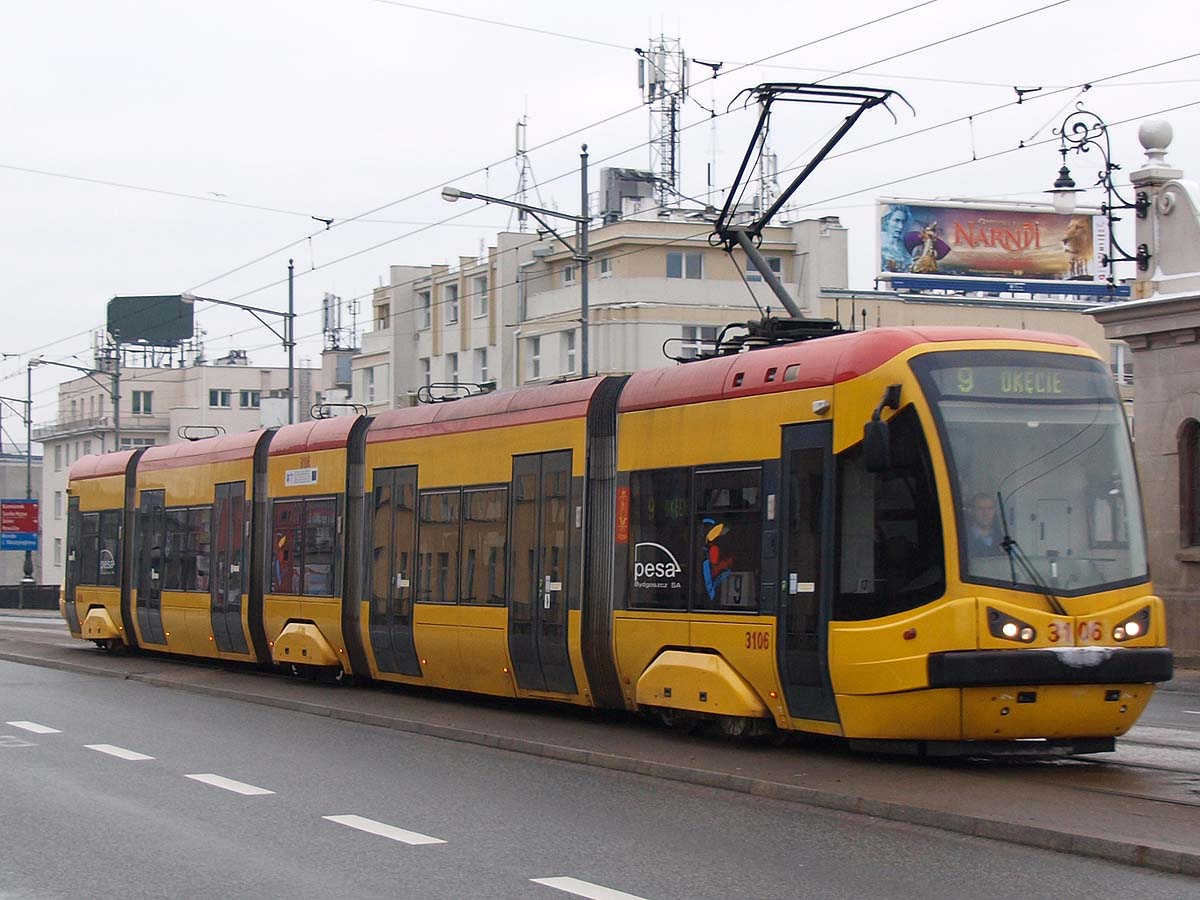
Tramwaj Pesa Tramicus (TW)
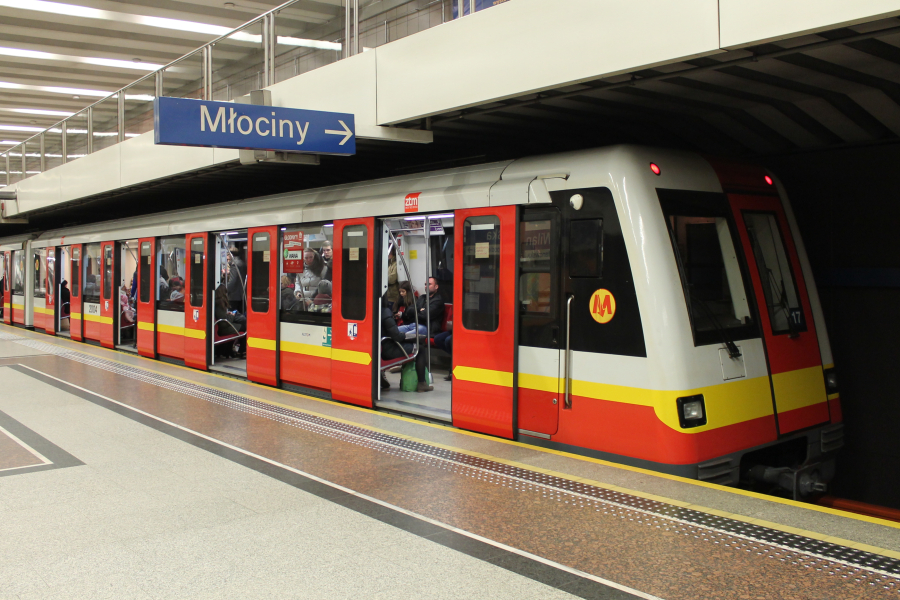
Pociąg metra Alstom Metropolis 98B (MW)
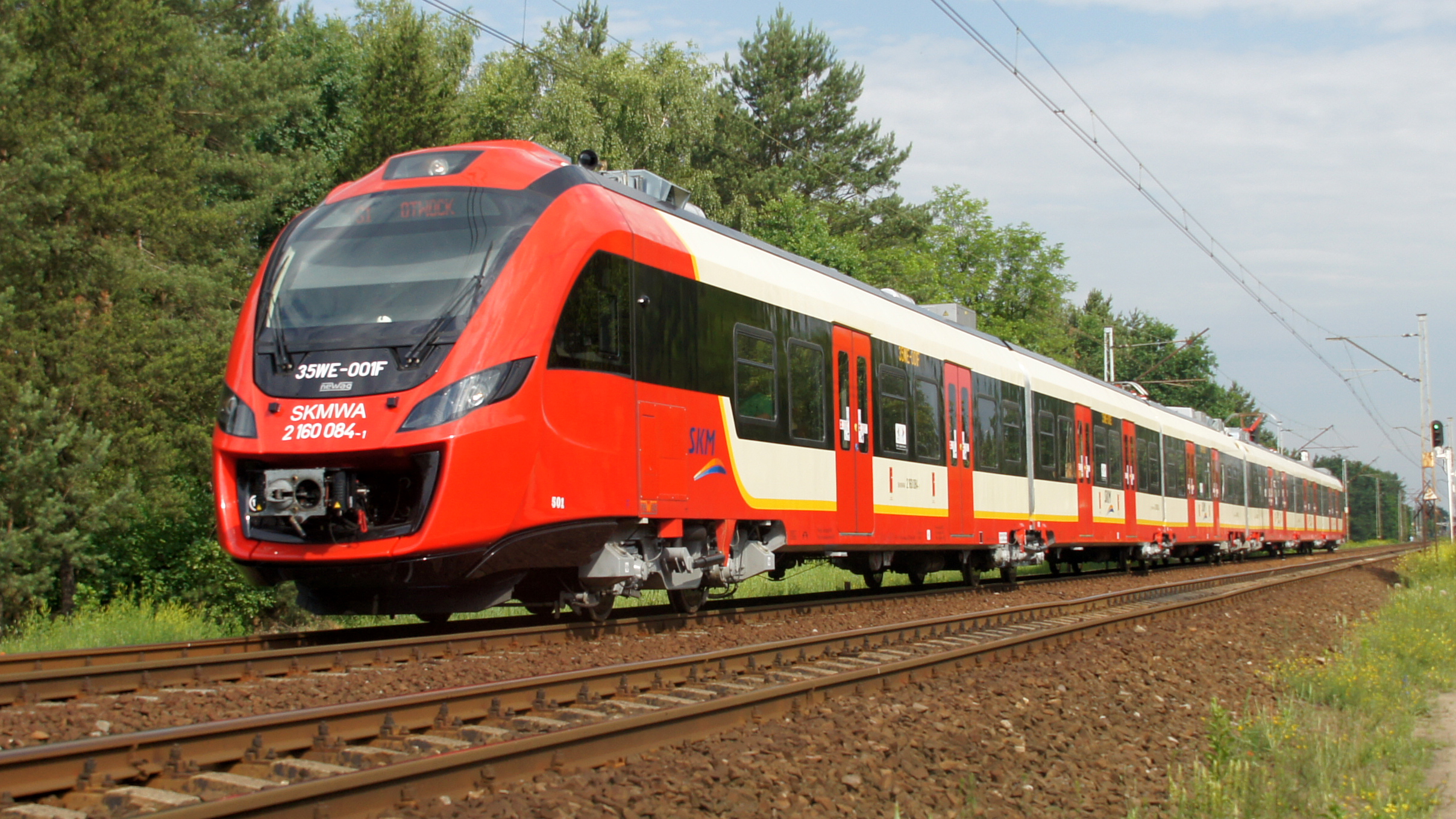
Pociąg Newag Impuls (SKM)